# Draconarius pervicax
Draconarius pervicax är en spindelart som först beskrevs av Hu och Li 1987.  Draconarius pervicax ingår i släktet Draconarius och familjen mörkerspindlar. Inga underarter finns listade i Catalogue of Life.